# Liga de Croacia de waterpolo femenino
La Liga de Croacia de waterpolo femenino es la competición más importante de waterpolo entre clubes croatas femeninos. Está organizada por la Federación Croata de Waterpolo.

## Palmarés
- 5 títulos: VK Bura
- 3 títulos: POŠK Split
- 2 títulos: Mladost Zagreb
- 1 título: Primorje Rijeka

## Historial
Estos son los ganadores de liga:
| Año  | Primero         | Segundo                    | Tercero                    |
| ---- | --------------- | -------------------------- | -------------------------- |
| 2011 | VK Bura         | Primorje Rijeka            | VK Jug Dubrovnik           |
| 2010 | Mladost Zagreb  | Primorje Rijeka            | VK Bura                    |
| 2009 | Mladost Zagreb  | VK Bura                    | Viktoria Sibenik           |
| 2008 | VK Bura         | Viktoria Sibenik           | VK Jug Dubrovnik           |
| 2007 | Primorje Rijeka | VK Bura                    | VK Jug Dubrovnik           |
| 2006 | VK Bura         | Primorje Rijeka            | ZVK Zagreb                 |
| 2005 | VK Bura         | Gusar Sveti Filip i Jankov | Primorje Rijeka            |
| 2004 | VK Bura         | ZVK Zagreb                 | Gusar Sveti Filip i Jankov |
| 2003 | POŠK Split      | ZVK Zagreb                 | Gusar Sveti Filip i Jankov |
| 2002 | POŠK Split      | ZVK Zagreb                 | Gusar Sveti Filip i Jankov |
| 2001 | POŠK Split      | ZVK Zagreb                 | Gusar Sveti Filip i Jankov |